# Дешковиці-Другі
Дешковиці-Другі (пол. Deszkowice Drugie) — село в Польщі, у гміні Сулув Замойського повіту Люблінського воєводства.
Населення — 372 особи (2011).
У 1975-1998 роках село належало до Замойського воєводства.

## Демографія
Демографічна структура станом на 31 березня 2011 року:
|          | Загалом | Допрацездатний вік | Працездатний вік | Постпрацездатний вік |
| -------- | ------- | ------------------ | ---------------- | -------------------- |
| Чоловіки | 178     | 45                 | 103              | 30                   |
| Жінки    | 194     | 28                 | 99               | 67                   |
| Разом    | 372     | 73                 | 202              | 97                   |